# Татарское Акашево
Татарское Акашево — деревня в составе  Аксёльского сельского поселения Темниковского района Республики Мордовия.

## География
Находится на расстоянии примерно 17 километров на юго-восток от районного центра города Темников.

## История
Упоминается с 1869 года, когда она была учтена как казенное (татарская часть) и владельческое (русская часть) село Краснослободского уезда из 81 двора, название по фамилии бывших владельцев-служилых татар Акашевых.

## Население
Постоянное население составляло 45 человек (татары 96%) в 2002 году, 16 в 2010 году .